# Gremo fantje
Gremo fantje je  prvi glasbeni album slovenske pop skupine Foxy Teens.

## Diskografija
- Foxy MIX 2007
- Zaljubjena v skejterja
- Gremo fantje,gremo na motorje
- Me smo WINX